# Retiro-Park

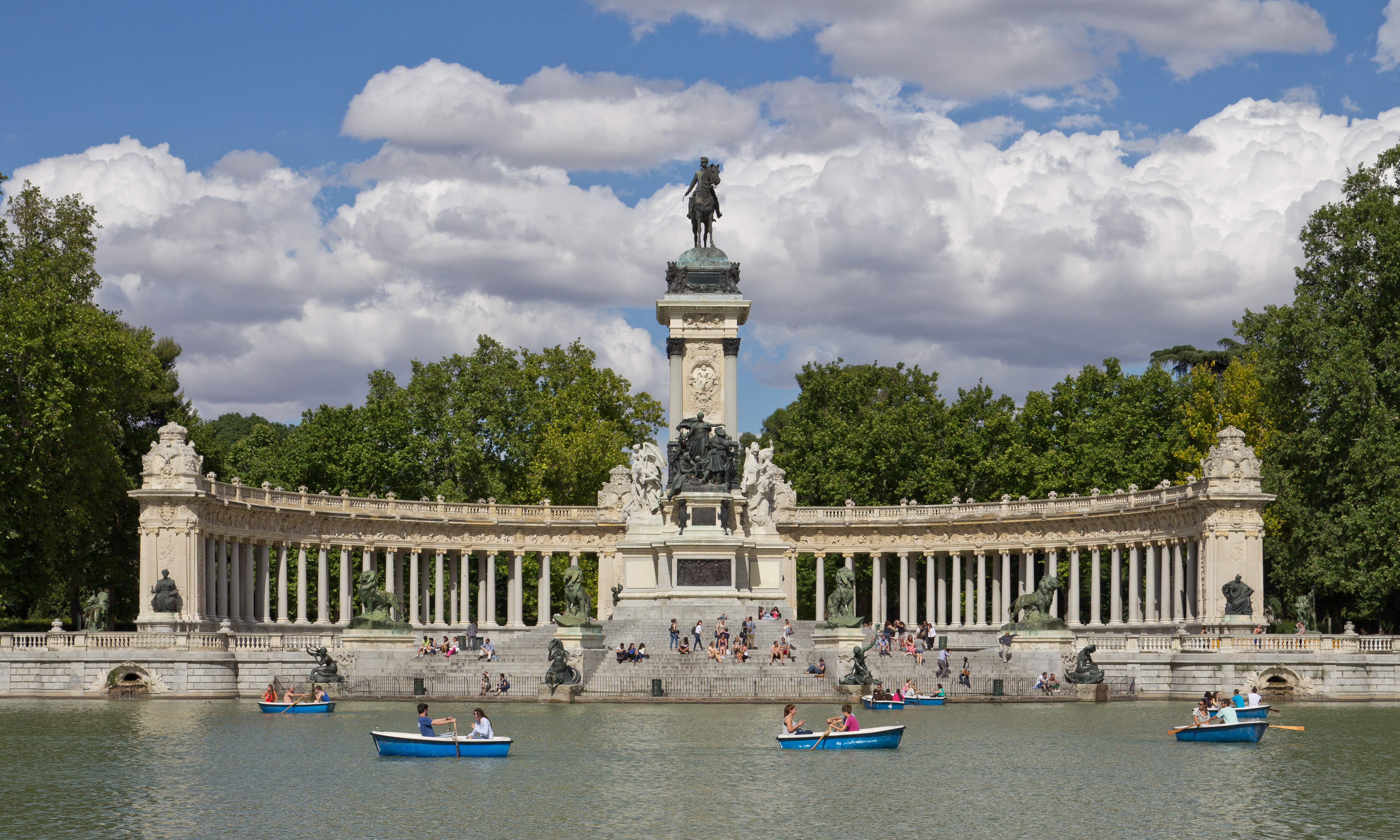
Monument für Alfons XII. am künstlichen See Estanque del Retiro

Der Retiro-Park (offiziell Parque del Retiro, auch Buen Retiro oder El Retiro) ist ein 1,43 km² großer Park am östlichen Rand der Innenstadt Madrids. Der Haupteingang liegt an der Puerta de Alcalá.
Gemeinsam mit der Prachtstraße Paseo del Prado und deren unmittelbarer Umgebung (Stadtviertel Jerónimos, Königlicher Botanischer Garten) bildet der Retiro-Park ein Ensemble, das im Juli 2021 unter der Bezeichnung Paseo del Prado und Buen Retiro, Landschaft der Künste und der Wissenschaften von der UNESCO in die Liste der Welterbestätten aufgenommen wurde.

## Vorgeschichte

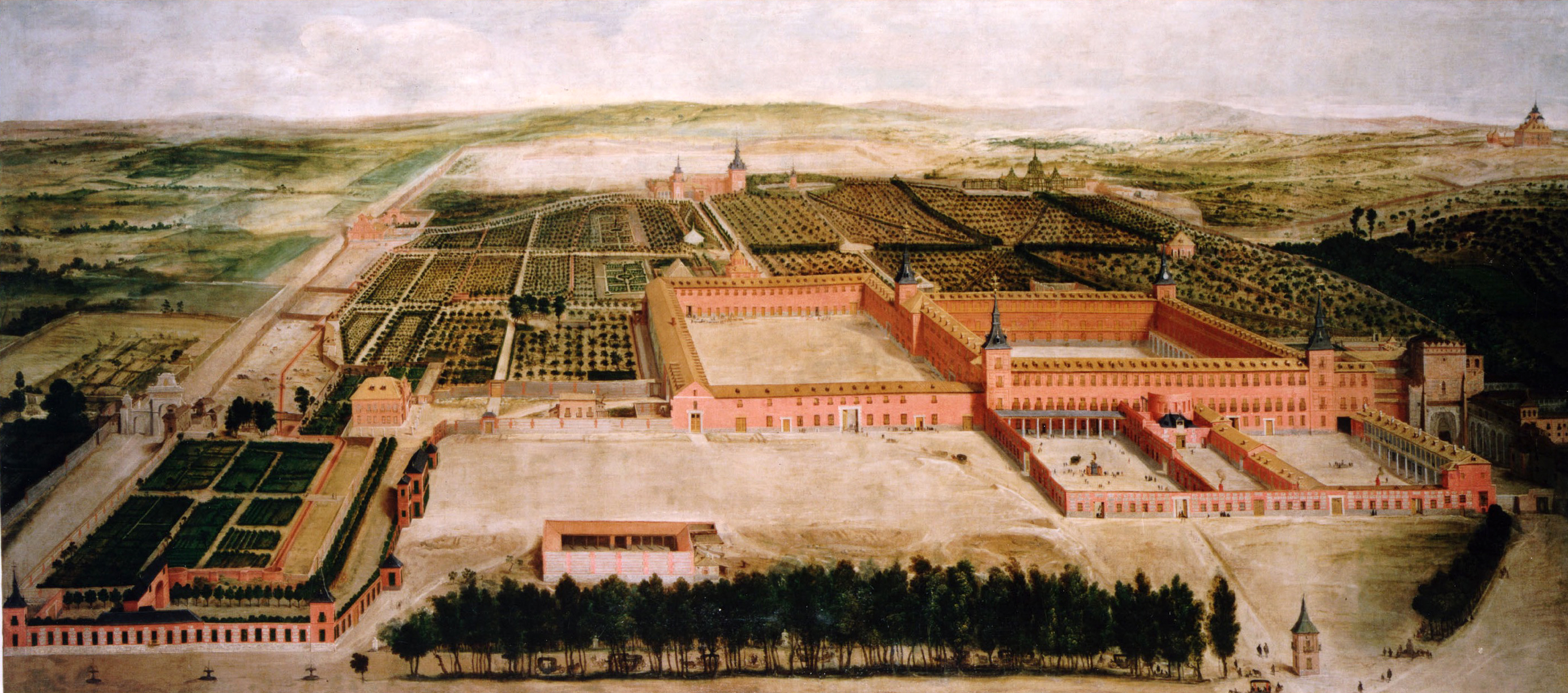
Schloss und Park Buen Retiro; Ölgemälde von Jusepe Leonardo, 1637

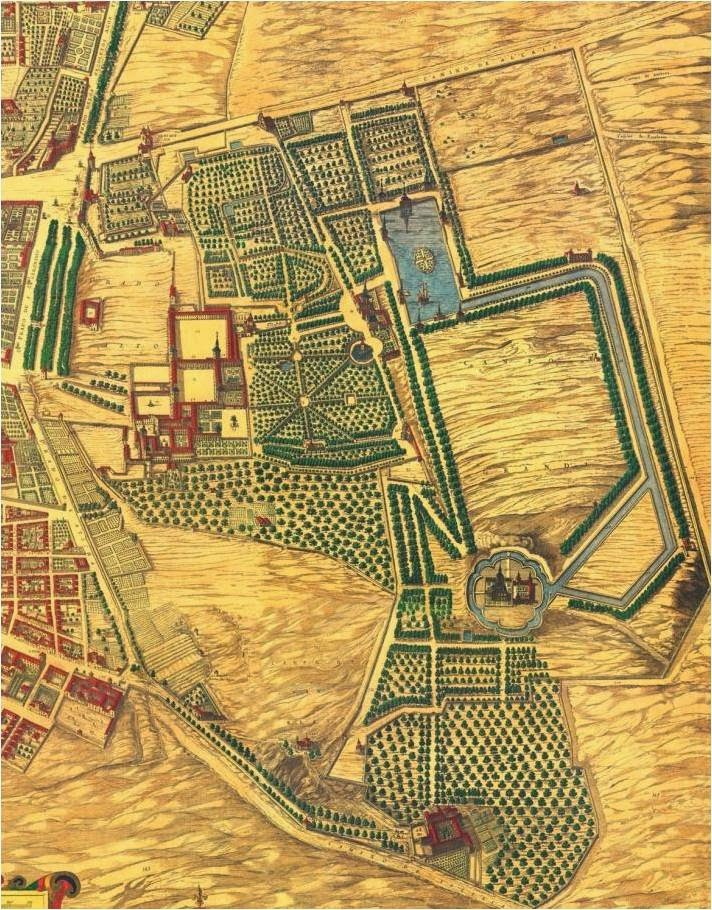
Palast und Garten Buen Retiro auf einem Plan von 1656, rechts der künstlichen See Estanque del Retiro

Der Park ging aus den Gärten der Schlossanlagen Buen Retiro (schöne Zuflucht) hervor, die unter der Regierung Philipps II. um das von 1458 bis 1505 auf einer sanften Anhöhe angelegte Hieronymitenkloster San Jeronimo el Real entstanden waren. Der Conde-Duque Olivares ließ von 1632 bis 1640 die Gebäude durch Giovanni Battista Crescenzi und die Gärten durch Cosimo Lotti (1571–1643), den Vollender des Boboli-Gartens in Florenz, zu einer großen Barockanlage samt einem künstlichen See, dem Estanque del Retiro, umgestalten. Der König residierte fortan hier während der Fastenzeit und während ungewöhnlicher Hitzeperioden. Bürgerliches Publikum hatte nur zu Teilen des Parks Zutritt. Trotz einiger Erweiterungen verlor Buen Retiro nach 1764 durch den Umzug des Hofes in den neuen Palacio Real an Bedeutung.

## Das Verschwinden des Palastes …
Bei der Wiedereroberung des aufständischen Madrids während der napoleonischen Kriege schoss am 5. Dezember 1808 die französische Artillerie vom Park aus eine Bresche in die Umfassungsmauer der Schlossbauten. Daraufhin räumten die Aufständischen das Gelände. Bei der anschließenden Plünderung richteten französische Soldaten auf der Suche nach verborgenen Schätzen durch Zerstörung von Mauern und Gewölben schwerste Schäden an. Es kam nicht zum Wiederaufbau des Palastes, sondern nach und nach zu Abrissen mehrerer Ruinen bei gleichzeitiger Überbauung des Geländes. Schon vor Beginn des Krieges hatte Juan de Villanueva im Auftrag König Karls III. westlich des Palastes mit dem Bau eines Naturkundemuseums begonnen. Auf den Grundmauern des unvollendeten Baues entstand 1819 die Gemäldegalerie Museo del Prado. Oberhalb des Prados war die Bausubstanz der ehemaligen Klosterkirche San Jeronimo el Real erhalten geblieben, die ab 1848 im neo-isabellinischen Stil erneuert wurde. Ferner hatten Olivares’ Saalbauten Casón del Buen Retiro, mit einem Deckengemälde Luca Giordanos, und der ehemalige Thronsaal Salón de Reinos die Verwüstungen überstanden. Im 19. und 20. Jahrhundert zu repräsentativen Einzelbauten umgestaltet, dienten sie musealen Zwecken. Im 21. Jahrhundert sollen beide, gründlich restauriert, den Prado ergänzen.

## … und die Entstehung des Parks

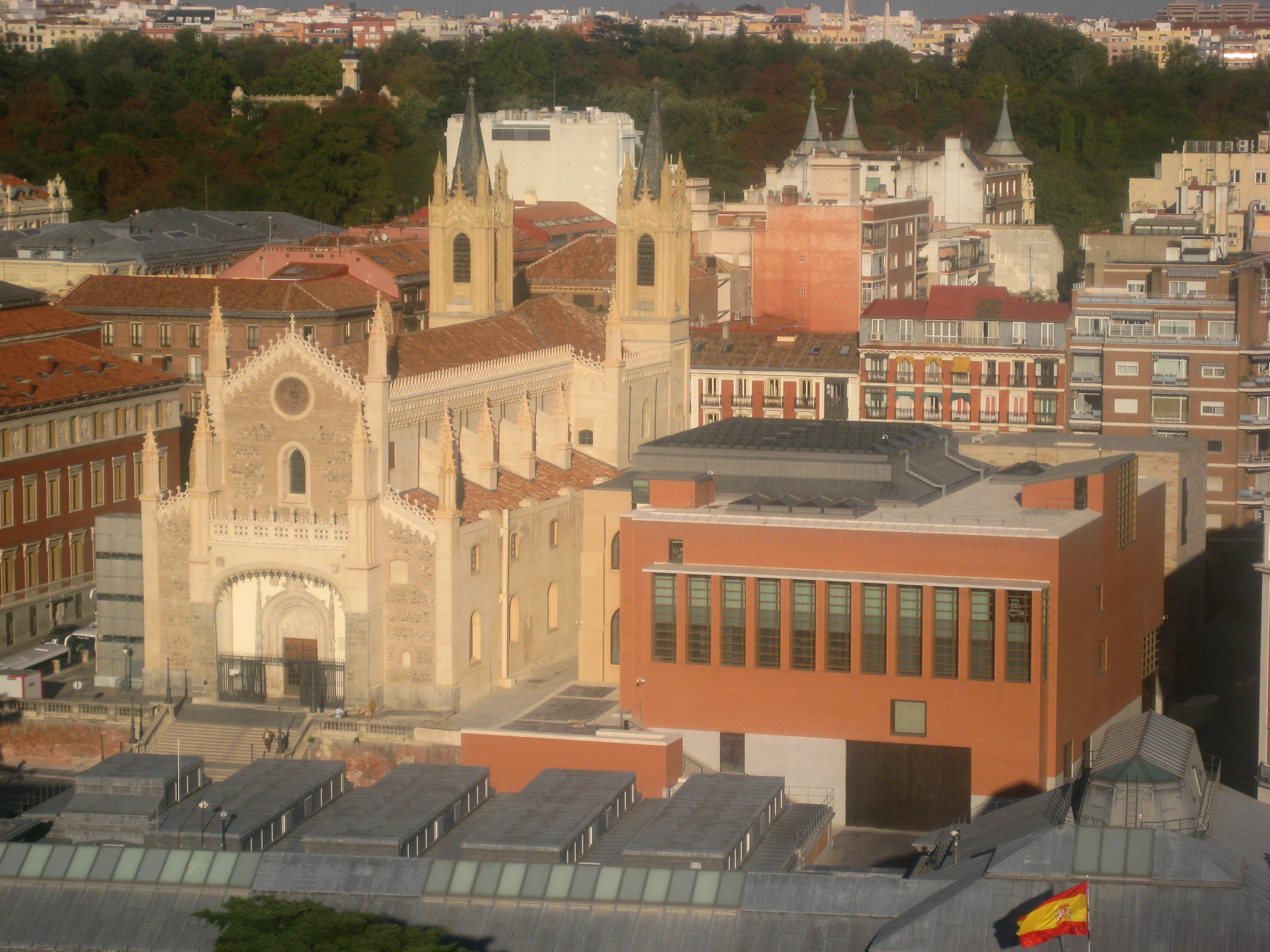
Zu den Erweiterungen des Prados (Vordergrund) gehört der ehemalige Kreuzgang des Jerónimos-Klosters (rechts neben der Klosterkirche). Links der Kirche mit graublauem Dach der Casón del Buen Retiro, rechts oberhalb die spitzen Türme des Salón de Reinos. Im Hintergrund ragt aus dem Grün des Retiro-Parks das Alfons-Monument

Der Park kam nach dem Sturz Isabellas II. im Jahr 1868 in den Besitz der Stadt, die ihn nun ganz der Öffentlichkeit zugänglich machte, erweiterte und in einen Volkspark mit nationalem Anspruch verwandelte. Erhaltene Überreste des königlichen Parks und seiner Bauten sind der künstliche See Estanque del Retiro und das barocke Parterre hinter der Puerta Felipe IV. mit dem wohl ältesten Baum Madrids, einer 1633 gepflanzten Ahuehuete. Es geht auf Pläne Robert de Cottes aus den Jahren 1714–1715 zurück. Das Madrider Observatorium, ein Werk Juan de Villanuevas von 1790, wird als Museum der Astronomie genutzt.
Der Park wurde ab 1883 zum Schauplatz nationaler Ausstellungen. Die Ausstellungsgebäude Palacio de Velázquez und Palacio de Cristal, der dem Londoner Crystal Palace nachempfunden ist, errichtete 1883 und 1887 Ricardo Velázquez Bosco (1843–1923). Sie sind Zweigstellen des Museo Nacional Centro de Arte Reina Sofía geworden.
In den 1890er Jahren erhielt der Park eine einheitliche Umzäunung. Unter den aus diesem Anlass neugeschaffenen oder hierher versetzten Portalen befindet sich die Puerta Felipe IV. aus dem Jahr 1690. Den Park durchziehen seither breite, teils mit Teppichbeeten geschmückte Alleen. Am Ostrand des Sees begann 1902 José Grases Riera (1850–1919) das Monument für König Alfons XII. von Spanien in Form eines Nationaldenkmals zu errichten. Inmitten einer halbkreisförmigen Säulenhalle an der Anlegestelle erhebt sich auf hohem Piedestal das Reiterstandbild des Königs von Mariano Benlliure (1862–1947), umgeben von allegorischen Figuren des Lebens und Schaffens in Frieden und Freiheit. Im Juni 1922 fertiggestellt, wurde es zum Wahrzeichen des Parks.
Eine Besonderheit unter den Statuen und Brunnen ist der Angel Caído (deutsch: gefallener Engel), eine der wenigen bildhauerischen Darstellungen Luzifers. Die Statue wurde 1877 durch den Madrider Bildhauer Ricardo Bellver geschaffen, wobei er sich von dem Gedicht Paradise Lost von John Milton inspirieren ließ. Das Werk wurde 1885 als Brunnenschmuck im Park aufgestellt. Darüber hinaus ist der Rosengarten Rosaleda del Retiro sehenswert.
Im Herbst 1979 sind im Rahmen einer zweitägigen Bürgeraktion 17.500 Parkbäume gepflanzt worden. Jungbäume, Spaten und Hacken waren den freiwilligen Pflanzkolonnen von der Stadtverwaltung zur Verfügung gestellt worden.
Der Park erfreut sich unter den Einwohnern Madrids großer Beliebtheit. Besonders an den Wochenenden ist er das Ziel familienweiser Tagesausflüge. Rings um den Estanque del Retiro bieten Freiluftcafés Erfrischungen an. Auf den Hauptwegen unterhalten individuell arbeitende Musiker, Gaukler, Zauberer, Schnellzeichner und Puppenspieler die Besucher.

## Literatur

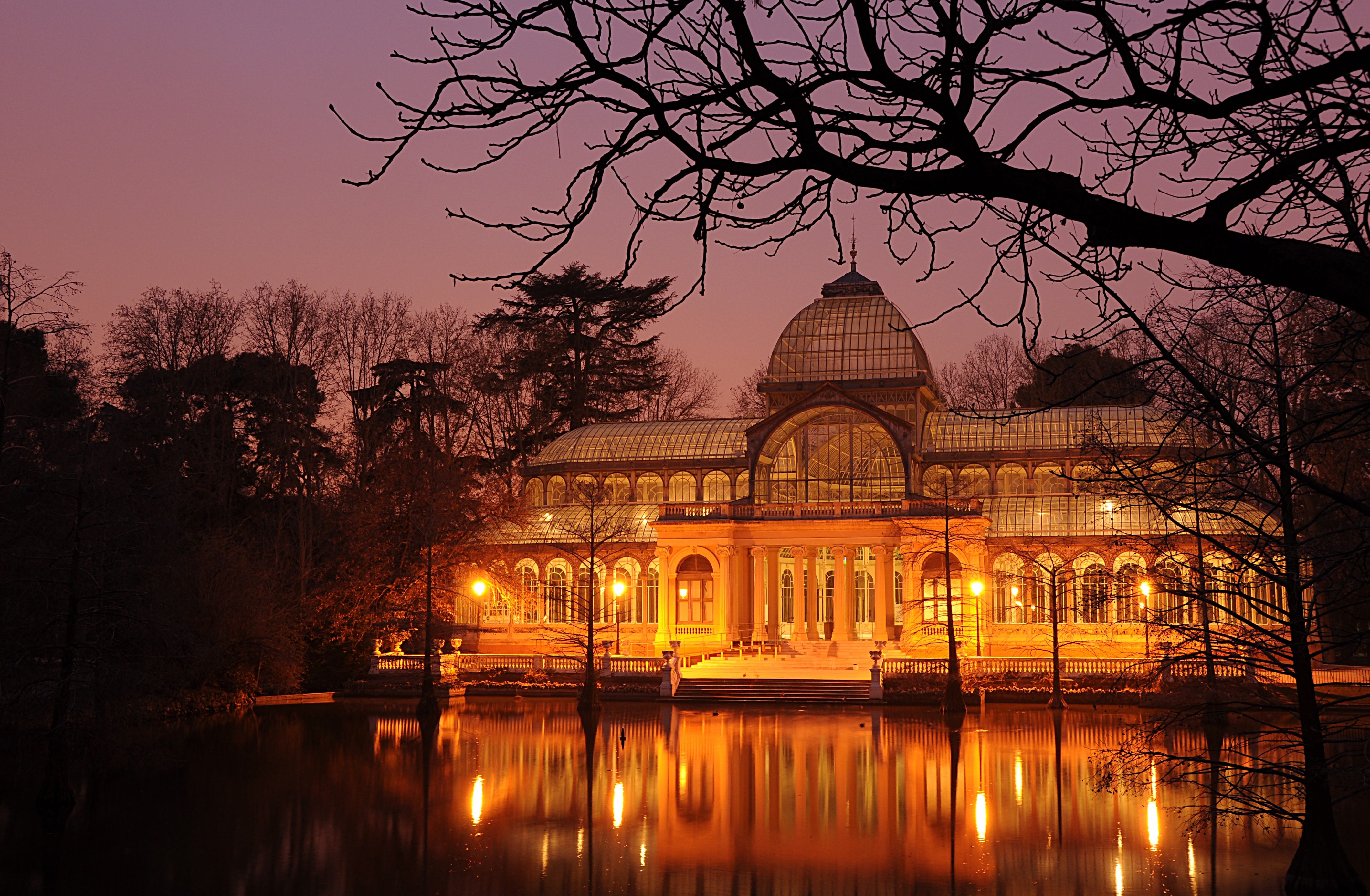
Der Kristallpalast
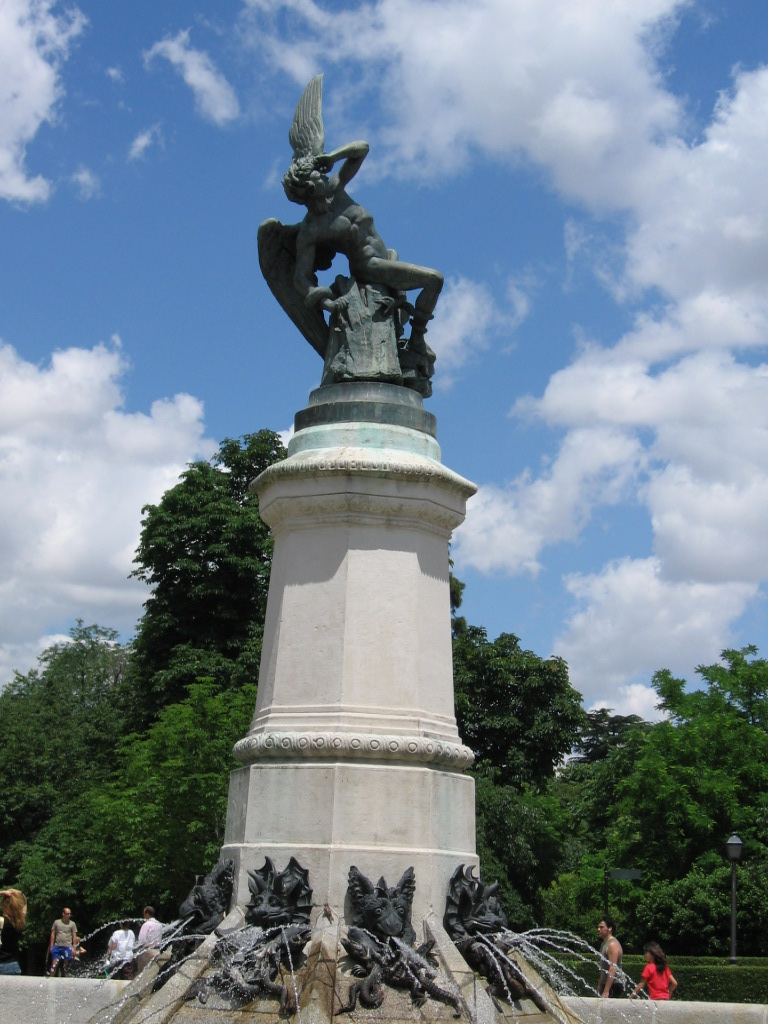
Die Fuente del Ángel Caído
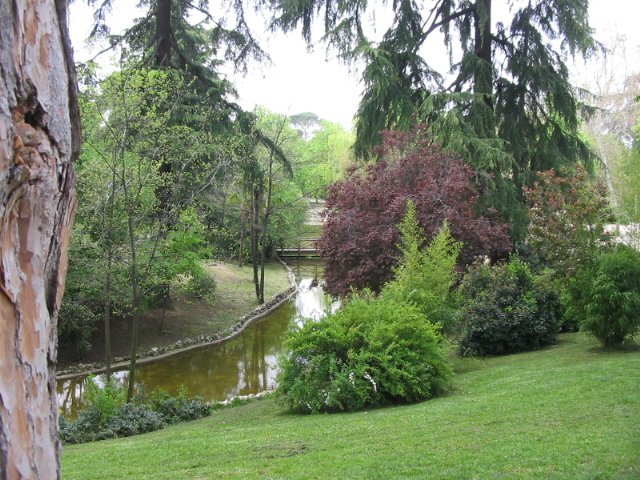
Gartenbereich
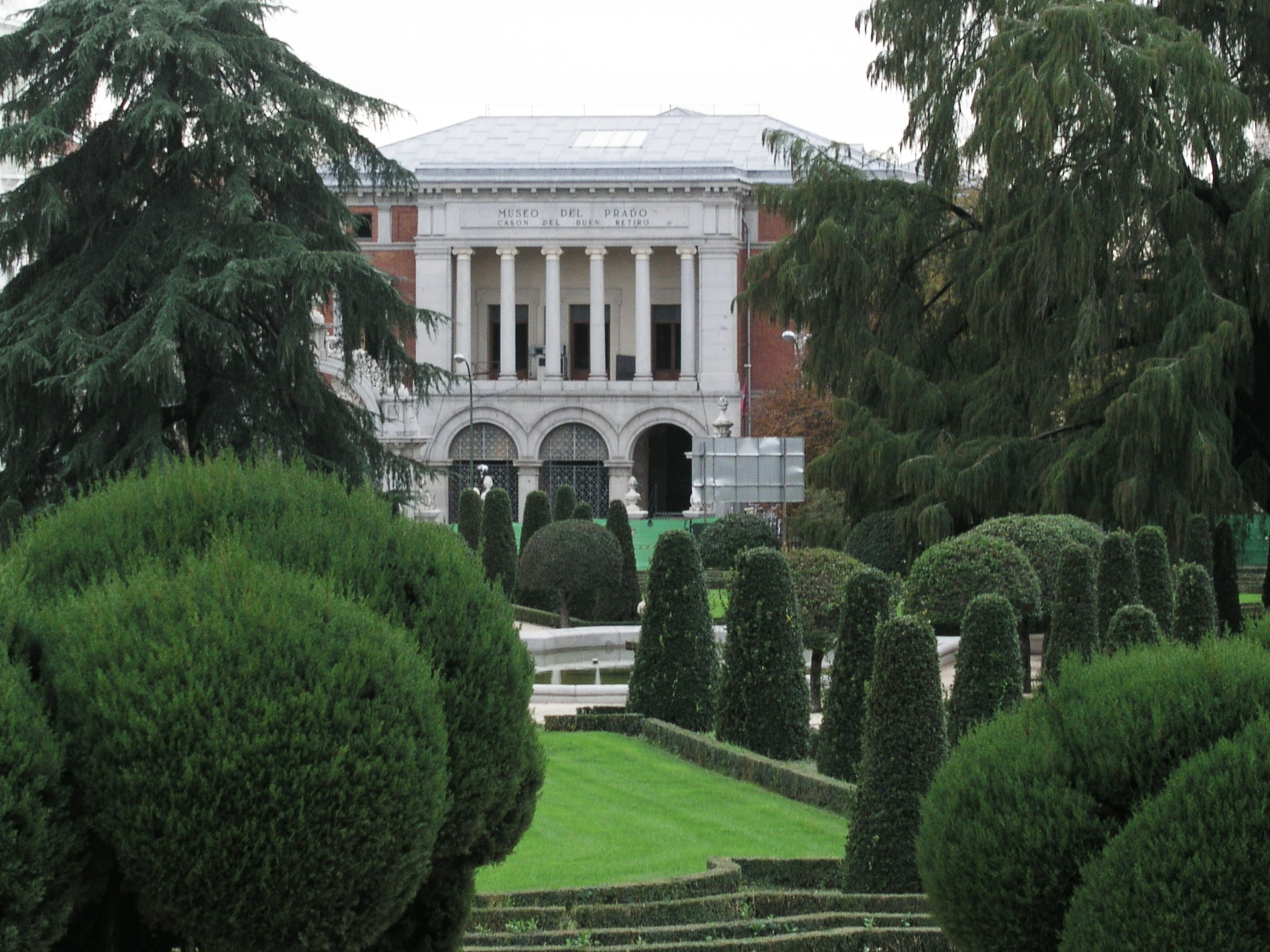
Der Cason del Buen Retiro, davor das barocke Parkett des Parks
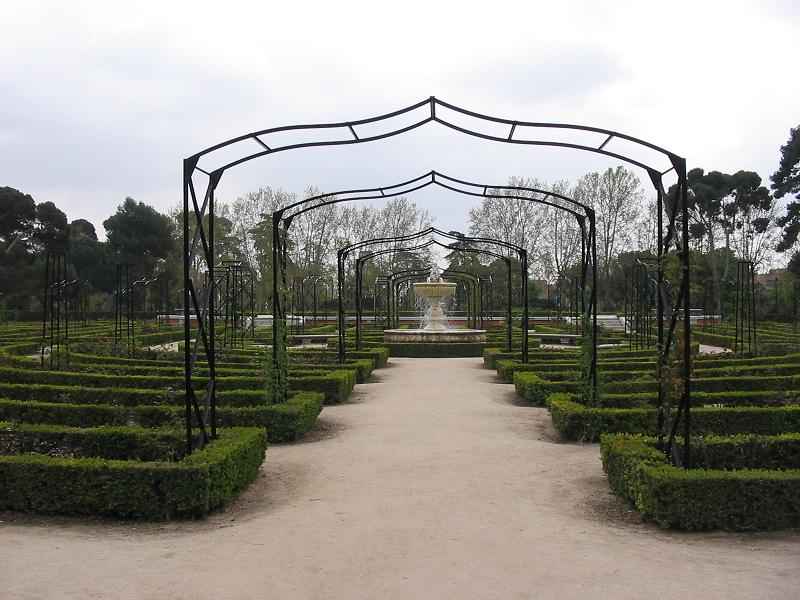
Der Rosengarten (La rosaleda)
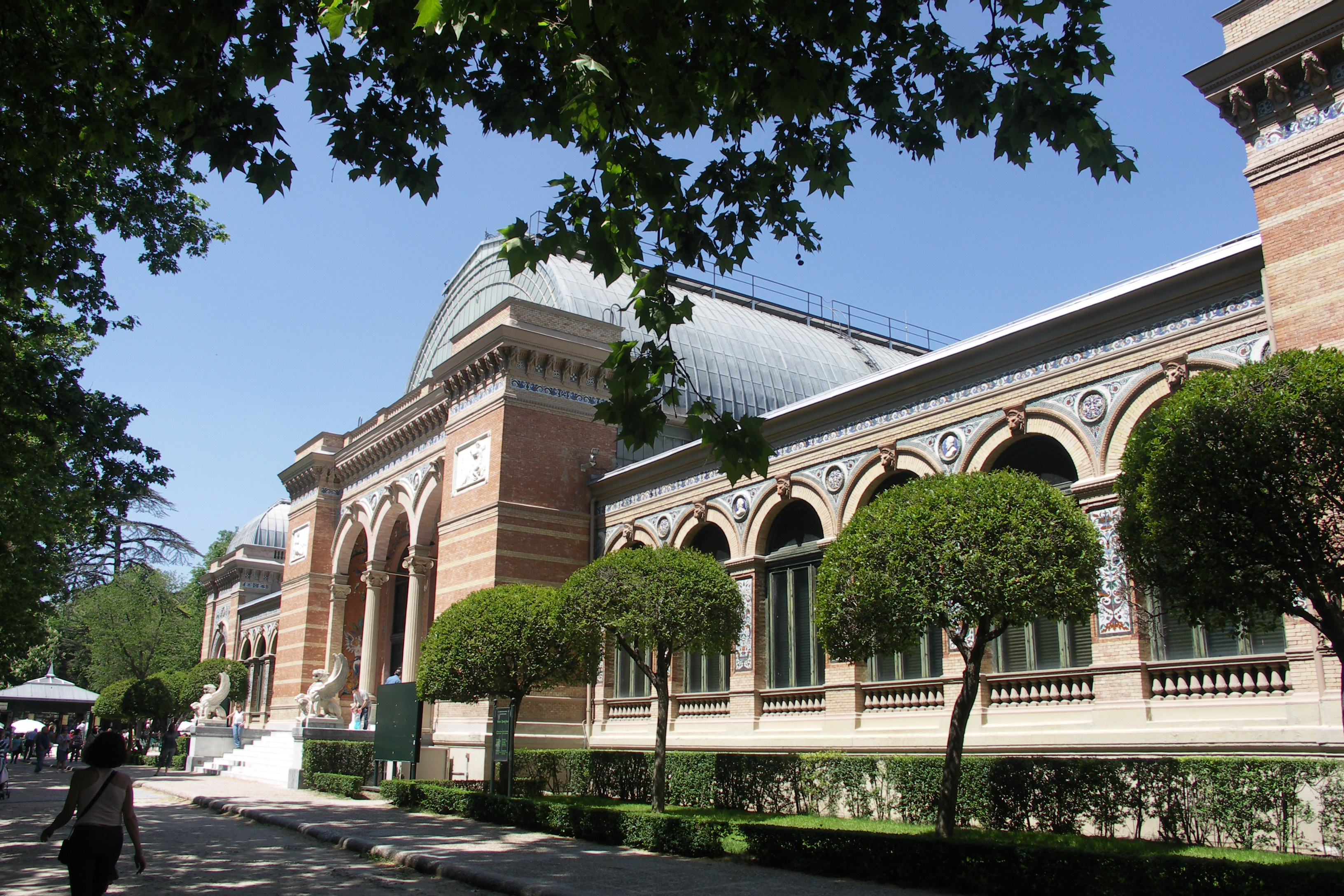
Der Palacio de Velázquez